# دانشگاه فدریکو دوم (ناپل)
دانشگاه فردریکو دوم ناپل (به ایتالیایی: Università degli Studi di Napoli - Federico II) یکی از قدرتمندترین و معتبرترین دانشگاههای دولتی در شهر ناپل ایتالیاست که با نزدیک به یکصد هزار دانشجو و هشت هزار کارمند علمی و کادر آموزشی یکی از بزرگترین دانشگاه‌های ایتالیاست. ریاست این دانشگاه را ماسیمو مارلی بر عهده دارد.

این دانشگاه از ۱۳ دانشکده، ۷۷ دپارتمان و ۴۲ مرکز تحقیقات، ۱۰۸ کتابخانه و ۲ باغ گیاه‌شناسی تشکیل شده‌است. دانشجویان این دانشگاه در ۱۴۷رشته تحصیلی از جمله رشته‌های پزشکی و پیراپزشکی، فنی و علوم انسانی در مقاطع کارشناسی، کارشناسی ارشد و دکترا مشغول به تحصیل می‌باشند.

## تاریخچه
این دانشگاه در سال ۱۲۲۴ توسط قیصر رومی-آلمانی امپراتوری روم مقدس، فدریکو دوم که همچنین پادشاه پادشاهی سیسیل نیز محسوب می شد، تأسیس شد. اما نام فدریکو از سال ۱۹۸۷ در اسم رسمی دانشگاه جای دارد و تصویر او نیز دز نشان دانشگاه دیده می‌شود.
فدریکو برای رقابت با دانشگاه‌های مطرح شمال ایتالیا که با حمایت پاپ تأسیس شده بودند بنا نهاده شد و ازین رو اولین دانشگاه مدرن اروپا نام گرفت زیرا بدون حمایت کلیسا و کاملاً مستقل شروع به کار کرد.

## دانشکده‌ها

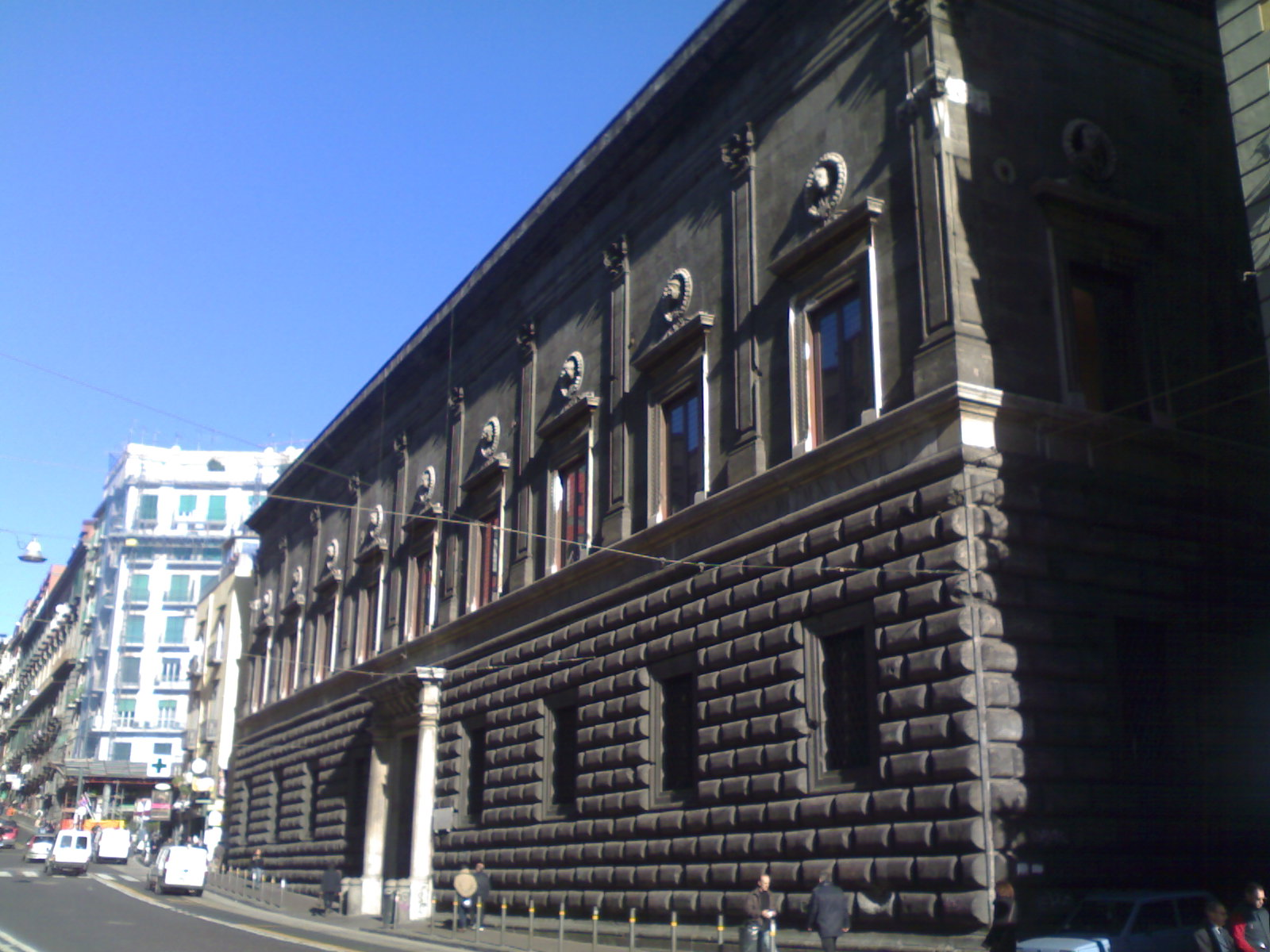
دانشکدهٔ معماری دانشگاه ناپل

- دانشکدهٔ علوم کشاورزی (Facoltà di Agraria بایگانی‌شده  در ۱۴ دسامبر ۲۰۱۱ توسط Wayback Machine)
- دانشکدهٔ معماری (Facoltà di Architettura)
- دانشکدهٔ بیوتکنولوژی (Facoltà di Scienze Biotecnologiche)
- دانشکدهٔ اقتصاد

(Facoltà di Economia)
- دانشکدهٔ فنی و مهندسی (Facoltà di Ingegneria)
- دانشکدهٔ حقوق (Facoltà di Giurisprudenza)
- دانشکدهٔ ادبیات و فلسفه‌ها (Facoltà di Lettere e Filosofia)
- دانشکدهٔ ریاضیات، فیزیک و علوم‌های طبیعی (Facoltà di Scienze Matematiche, Fisiche e Naturali)
- دانشکدهٔ پزشکی و جراحی‌ها (Facoltà di Medicina e Chirurgia)
- دانشکدهٔ داروسازی (Facoltà di Farmacia)
- دانشکدهٔ علوم سیاسی (Facoltà di Scienze Politiche)
- دانشکدهٔ دامپزشکی (Facoltà di Medicina Veterinaria)
- دانشکدهٔ جامعه‌شناسی (Facoltà di Sociologia)